# Fazenda (Tarrafal)
Fazenda ist eine Siedlung im Norden der Insel Santiago im atlantischen Inselstaat Kap Verde. Der Ort liegt ca. 4 km nördlich von Tarrafal, dem Hauptort der Insel, im Distrikt Tarrafal.

## Geographie
Die Siedlung liegt in der Gemeinde Santa Cruz auf den Kapverden, etwa 25 Kilometer nordöstlich der Hauptstadt Praia. Das Dorf liegt am Rand einer Hochebene, die sich über ein fruchtbares Tal erhebt. Das nördlich der Siedlung gelegene Flusstal (Ribeirao) wird während der Regenzeit regelmäßig überschwemmt, bleibt aber 10 Monate im Jahr trocken. Das Grundwasser liegt nahe der Oberfläche und die Bauern haben zahlreiche Brunnen, mit denen sie ihre Felder bewässern. Fruchtbarer Boden und einfacher Zugang zu Wasser machen dieses Tal zu einem vorwiegend landwirtschaftlich genutzten Gebiet. In Richtung Südosten der Stadt befindet sich ein altes Lavafeld, welches sich bis ins Meer erstreckt. Dieses Gebiet ist praktisch unfruchtbar, aber die örtlichen Bauern pflanzten erfolgreich einen Akazienwald. Der Ribeira da Fazenda verläuft nach Westen zur Küste. Und im Süden erhebt sich der Monte Graciosa bis auf 643 m. Im Ort steht die kleine Igreja de Santa Teresinha do Menino Jesus und eine einfache Straße führt nach Osten nach Tras-os-Montes.

## Geschichte
Die meisten Häuser in der Region wurden gegen Ende des 20. Jahrhunderts erbaut. Der Großteil von ihnen war bis Mitte des 20. Jahrhunderts aus Lehmziegeln, Ziegeln und Steinen. Ein kleiner Teil wurde aus Stahl und Zement errichtet. Der Lebensstil war bescheiden und die Einkommen der einheimischen Bevölkerung, die in der Landwirtschaft tätig waren, waren bescheiden. Die Mehrheit der Bevölkerung sind Bauern, die Bananen, Ananas und andere Obst- und Gemüsepflanzen anbauen und Viehzucht betreiben. Elektrizität sowie Kommunikations- und andere Dienste wie Telefonleitungen wurden seit Mitte des 20. Jahrhunderts eingeführt und in Betrieb genommen.